# Сахаров, Алексей Николаевич (Герой Социалистического Труда)
Алексе́й Никола́евич Са́харов (25 февраля 1914, Московская губерния — 30 октября 1962, Люблино) — начальник вагонного депо Люблино Московско-Курско-Донбасской железной дороги. Герой Социалистического Труда (1959).

## Биография
Алексей Сахаров родился 25 февраля 1914 года на территории современной Московской области. По национальности русский.
После окончания Московского института инженеров транспорта (ныне Российский университет транспорта) во второй половине 1930-х годов стал руководителем Люблинского транспортного депо Дзержинской железной дороги (с июля 1936 года — железной дороги имени Ф. Э. Дзержинского).
За короткий период его руководства положение в локомотивном депо значительно улучшилось, стало образцовым. Цеха и мастерские были оснащены на тот момент современным оборудованием и механизмами, Люблинская станция работала с полностью исправным парком. В 1939 году начальник склада Алексей Николаевич Сахаров был награждён орденом «Знак Почёта» за успехи в деле подъёма железнодорожного транспорта.

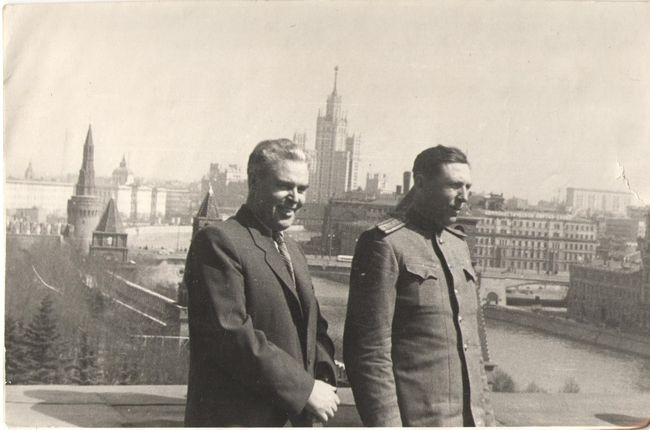
Инженер-майор тяги Алексей Николаевич Сахаров (справа)

С первых дней Великой Отечественной войны руководству склада пришлось выполнять ответственные задачи — все силы и средства спешно направлялись для нужд фронта и эвакуации техники и специалистов с промышленных предприятий. Необходимо было защитить паровозный парк и само депо от воздушных атак противника, оснастить их средствами маскировки. В ремонтных цехах депо в условиях частично разгружённой техники полным ходом шла работа по подготовке паровозов, в цехах и стойлах строились и ремонтировались бронепоезда, при их строительстве использовались башни подбитых танков. Эти бронепоезда успешно участвовали в боях на подступах к Москве и Туле, часть из которых освободила страны Европы и дошла до Германии. Бронепоезд «Народный мститель», построенный люблинскими деповцами, был взят на фронт добровольно записавшимся техником склада И. И. Писанкиным.
После окончания войны на деповских путях скопились сотни разбитых паровозов, перевезённых с фронта и с запада страны, возвращались бронепоезда, вся их броня была снята, а паровозы должны были быть отремонтированы. Люблинское депо обслуживало участки пути на Серпухов и часть на Тулу; локомотивные бригады находились в пути до трёх суток.
В 1949 году вагонное депо Люблино Московско-Курской (в 1953—1959 годах — Московско-Курско-Донбасской, а с 1959 года — Московской) железной дороги выиграло переходящее Красное знамя ВЦСПС и продолжило удерживать лидерство на железной дороге.
Указом Президиума Верховного Совета СССР от 1 августа 1959 года начальнику вагонного депо Алексею Николаевичу Сахарову было присвоено звание Героя Социалистического Труда с вручением ордена Ленина и золотой медали «Серп и Молот» за выдающиеся успехи, достигнутые в деле развития железнодорожного транспорта.
Проживал в Люблино, который в 1960 году был включён в состав Ждановского района Москвы, а в 1969 году выделен в Люблинский район (ныне — территория Юго-Восточного округа административного округа).
Возглавлял вагонное депо Люблино вплоть до своей кончины 30 октября 1962 года. Похоронен в Москве на Люблинском кладбище.

## Награды
- Орден «Знак Почёта» (1939);
- Медаль «За трудовую доблесть» (11 июня 1951);
- Герой Социалистического Труда — указом Президиума Верховного Совета СССР от 1 августа 1959 года;
- Орден Ленина, медаль «Серп и Молот» (1 августа 1959);
- медали.